# Malachite (cràter)
Malachite és un cràter sobre la superfície de (2867) Šteins, situat amb el sistema de coordenades planetocèntriques 11.8 ° de latitud nord i 49.9 ° de longitud est. Fa un diàmetre de 0.47 km. El nom va ser fet oficial per la UAI el nou de maig de 2012 i fa referència a la malaquita, un mineral de la família dels carbonats.